# CD117
En biología y medicina, el CD117 es una glucoproteína transmembrana que forma parte de receptor celular KIT. Se encuentra en condiciones normales en numerosos tipos de células del organismo, entre ellas las células pluripotenciales de la médula ósea, los melanocitos de la piel y las células del epitelio mamario. El CD117 se sobreexpresa en ciertos tipos de cáncer, particularmente en el tumor del estroma gastrointestinal.

## Función
El CD117 forma parte del receptor KIT. Este receptor transmembrana tiene como ligando al factor SFC, iniciales de Stem Cell Factor (factor de células madre). La activación del receptor KIT cuando se le une el factor SFC provoca una serie de cambios estructurales en el receptor que activan la enzima tirosina quinasa. La tirosin quinasa es una enzima que cataliza la fosforilización de la tirosina, causando fosforilización de numerosas proteínas, generando diferentes señales que actúan sobre importantes procesos celulares, incluyendo proliferación celular, apoptosis y diferenciación.

## Gen
La glucoproteína CD117 está codificada por el gen c-kit que está situado en el cromosoma 4 humano (4q12).

## Utilización en medicina
Determinados tipos de tumores tienen mutaciones localizadas en el gen c-kit, los anticuerpos contra el antígeno CD117 se emplean en inmunohistoquímica para distinguir ciertos tipos de tumores malignos de otros variedades de cáncer que tienen una apariencia muy similar observados al microscopio. El tumor del estroma gastrointestinal expresa el CD117 pero no otros marcadores como la desmina, en cambio el leiomiosarcoma intestinal es negativo para el CD117 y positivo para la desmina. En medicina esta diferenciación es importante, pues existe un fármaco llamado imatinib que se muestra muy eficaz para el tratamiento de pacientes con tumores del estroma gastrointestinasl positivos para CD117.